# Барановський Єгор Іванович
Барановський Єгор Іванович — (*1820 — †1914) — оренбурзький віце-губернатор (з 1853) і цивільний губернатор (з 1859). Підтримував дружбу з політичними засланцями, зокрема з Б. Залеським і Е. Желіговським.
Найімовірніше, від Б. Залеського Барановський одержав у подарунок його копію автопортрета Тараса Шевченка, виконаного в Караутській експедиції 1851 (Докладніше: Автопортрети Тараса Шевченка). В 1906 році Барановський передав цей портрет, який він вважав Шевченковим оригіналом, через Л. Жемчужникова до колекції В. Тарновського (молодшого).